# Junta Investigadora de Accidentes de Aviación Civil
La Junta Investigadora de Accidentes de Aviación Civil (JIAAC) a été l'organisme vénézuélien permanent chargé des enquêtes sur les accidents aériens au Venezuela. La JIAAC, une entité du Ministerio del Poder Popular para Transporte y Comunicaciones a eu son siège à Chacao, Caracas. Lorllys Ramos a été le directeur de la JIAAC.
Maintenant le Venezuela a la Dirección General para la Prevención e Investigación de Accidentes Aeronáuticos du Ministerio del Poder Popular para Transporte Acuático y Aéreo.